# Honores indios
Los honores indios son títulos honoríficos o apéndices a nombres usados en la India, cubriendo las relaciones formales e informales sociales, comerciales y religiosas. Estos pueden tomar la forma de prefijos, sufijos o sustituciones.

## Honores nativos
Los honores de origen Hindo-Budista nativo/indígenas.

### Honores Hindo-Budistas

#### Lista de títulos
- Abhyasi
- Acharya
- Aasaan
- Ayya
- Baba
- Babu
- Bhagavan
- Bhagat
- Bhai
- Chhatrapati
- Chakravarti (término sánscrito), Chakraborty
- Chettiar (sufijo que denota riqueza)
- Chowdhury
- Deshmukh
- Dvija
- Gain / Gayen
- Gossain
- Guru
- Jagadguru
- Jagirdar
- Kothari (templo)
- Kumar
- Kumar (título), Kunwar (título)
- Mahamandaleshwar
- Mahant
- Maharaj, Maharaja, Maharajadhiraj
- Mahātmā
- Maharani
- Maharishi, Maharshi
- Mahayogi, Mahayogini
- Mankari[1]
- Mantrik
- Melshanthi
- Muni (Saint)
- patel
- Patil
- Pandit
- Paramahamsa
- Paramguru
- Pujari
- Raj
- Raja, Rai (título), Rana (title), Rao (title), Rawal, Rawat (título)
- Rajarshi
- Rajguru
- Rajkumar, Maharajkumar
- Rajkumari, Maharajkumari
- Rani
- Rishi
- Rishi Mudgal
- Sādhaka
- Sadhu
- Samanta (vasallo)
- Samrat (emperador)
- Sannyasin
- Sardar
- Satguru, Sadguru
- Sawai (título)
- Sethi, Sheth (sufijo que denota la riqueza)
- Shankaracharya
- Shaunaka
- Shishya
- Sri (también Shri, Shree)
- Shrimati
- Swami
- Thakur
- Thiru o Thirumathi
- Yogi, Yogini
- Yuvraj

#### Honores específicos de comunidad
- Títulos Maratha

#### Honores secualares específicos de profesión
- Lambardar
- Patwari
- Pandit
- Zamindar
- Ghatwal
- Mulraiyat
- Pradhan
- Jagirdar
- Mustajir
- Zaildar
- Talukdar

#### Influencia en otras culturas

Hinduism expansion in Asia, from its heartland in Indian Subcontinent, to the rest of Asia, especially Southeast Asia, started circa 1st century marked with the establishment of early Hindu settlements and polities in Southeast Asia.

Con la expansión de la influencia cultural de la Indoesfera de la Gran India, a través de la transmisión del Hinduismo en el sudeste asiático y la transmisión de la ruta de la seda del Budismo  que condujo a la indianización del sureste asiático,  con la adopción del sanskrito en los reinos nativos indianizados del sureste asiátco como lengua y para sus títulos , así como a la expansión histórica actual de la diáspora india, ha tenido el efecto de que en muchos lugares haya nombres indianizados.
Esta es una lista, a completar, de honores de influencia india:
- Honores birmanos y títulos budistas birmanos
- Honores camboyanos
- Honores cham
- Estilos y honores filipinos
- Honores indonesios
- Honores khmer
- Honores Lao
- Títulos y estilos malayos
- Honores Sinhala
- Títulos reales y nobles tailandeses

### Honores Sijs
- Títulos sijs

## Honores de origen musulmán o extranjero
- Bahadur
- Begum
- Darogha
- Dastur / Dastoor
- Hazrat
- Khan or Khatoon for females
- Mahaldar
- Mansabdar
- Mir
- Mirza
- Sahib
- Syed
- Taluqdar
- Ustad